# آقا رضی اصفهانی
رضی اصفهانی شناخته‌شده با لقب آقا رضی (؟ - ۱۶۱۵م) شاعر ایرانی بود.

## زندگی و شاعری
رضی اصفهانی در سالی نامعلوم در اصفهان زاده شد. به هند مهاجرت کرد و پس از مدتی اقامت، به ایران بازگشت. رضی در ۱۶۱۵م/ ۱۰۲۴ق احتمالاً در زادگاهش درگذشت؛ ماده‌تاریخ آن از نظمی تبریزی:
| برون رفت آقا رضی از جهان  |  | ندیدش چو با حال خود مقتضی |
| بپرسیدم از نکته‌سنجی که کی |  | شد ایام آقا رضی منقضی؟    |
| پی سال تاریخ مرگش، ز دل   |  | کشید آهنی و گفت:آه از رضی |

نمونه‌های اشعار او در تذکره‌های گوناگون آمده و دیوانی از او در دست نیست، «چنین برمی‌آید که شاعری خوش‌ذوق و نازک‌خیال بوده و در سرودن غزل دستی داشته‌است.»